# ایولینه ویدمر-شلومف
ایولینه ویدمر-شلومف (آلمانی: Eveline Widmer-Schlumpf؛ زادهٔ ۱۶ مارس ۱۹۵۶) سیاست‌مدار اهل سوئیس است.
وی در سال ۲۰۱۲ رئیس‌جمهور سوئیس، از سال ۲۰۱۰ تا ۲۰۱۵ وزیر داریی سوئیس، از سال ۲۰۰۸ تا ۲۰۱۰ وزیر دادگستری و پلیس و از سال ۲۰۰۸ تا ۲۰۱۵ عضو شورای فدرال (سوئیس) بوده است.